# (16826) Daisuke
(16826) Daisuke est un astéroïde de la ceinture principale.

## Description
(16826) Daisuke est un astéroïde de la ceinture principale. Il fut découvert le 19 novembre 1997 à Chichibu par Naoto Satō. Il présente une orbite caractérisée par un demi-grand axe de 2,29 UA, une excentricité de 0,12 et une inclinaison de 3,6° par rapport à l'écliptique.

## Compléments